# الصباح في جنين
الصباح في جنين  هي رواية للكاتبة والناشطة الفلسطينية سوزان أبو الهوى نشرت عام 2006، بالولايات المتحدة الأمريكية بعنوان The Scar of David و Les Matins de Jenin في فرنسا، ثم  صدرت باللغة العربية عام 2010 بعنوان الصباح في جنين، تقع في 338 صفحة.

## خلفية
تم نشر الصباح في جنين في الأصل في الولايات المتحدة في عام 2006 باسم ندبة ديفيد (The Scar of David). تُرجمت الرواية إلى اللغة الفرنسية ونشرت باسم Les Matins de Jenin. ثم ترجمت إلى 27 لغة. أصدرت دار بلومزبري للنشر الرواية في الولايات المتحدة باسم «الصباح في جنين» (فبراير، 2010) بعد تحرير بسيط.
الصباح في جنين هي أول رواية سائدة باللغة الإنجليزية تستكشف الحياة في فلسطين بعد عام 1948. كانت الرواية مستوحاة جزئيا من رواية غسان كنفاني «عائد إلى حيفا».

## عن الرواية
تصنف الرواية ضمن الرواية التاريخية، التي تحكي قصة معاناة عائلة فلسطينية تتعرض للتهجير وسلب أراضيها عبر أربعة أجيال منذ عام 1941 وحتى الوقت الحاضر، وتركز على تأثير الصراع العربي الاسرائيلي على حياتها وواقعها ومستقبلها. كما تروي معاناة شخصياتها من الفلسطينيين، وخاصة أثناء الحروب التي لم تتوقف منذ ما يزيد عن ستة عقود، من خلال قصة آمال التي تولد في مخيم للاجئين الفلسطينيين.
تتكون الرواية من ثمانية فصول، يتكون كل منها من عدة أجزاء. يحمل الفصل الأول عنوان النكبة ويتكون من سبعة أجزاء يدعى أولها الحصاد، وفي نهايته تولد آمال بطلة الرواية عام 1955. اما الفصل الثاني النكسة. والفصل الثالث ندبة داود، فيتكون من ثلاثة عشر جزءاً، ويتحدث عن مأساة الأسرة بفقدان أحد أبنائها، وينتهي بانتقال البطلة الى ملجأ للايتام في القدس. يعد الفصل الخامس، الذي جاء تحت عنوان قلبي في بيروت، بالاضافة الى الفصل الثالث، أطول فصول الرواية.
أرفقت أبو الهوى في نهاية الرواية ملحقاً طويلاً هو في الحقيقة قاموس بالكلمات العربية الكثيرة التي ترد في الرواية، والتي يحتاج القارىء الغربي الى شرح معانيها بالانجليزية، مثل: النكبة، والنكسة، والغربة، وزغاريت، وسناسل، وفلاحين، وكوفية، ومناقيش، وكنافة، وفول، وحمص ودلعونا، الخ وعبارات مثل: السلام عليكم، والبقية بحياتك، وحسبنا الله ونعم الوكيل، وغيرها من العبارات المستخدمة محلياً.

## استقبال نقدي

### التعليقات
يجادل أنجالي جوزيف من مجلة «الإندبندنت» بأن رواية سوزان أبو الهوى، التي نُشرت لأول مرة في الولايات المتحدة في عام 2006 ولكنها أعيدت صياغتها، تتبع أسرة أبو الهيجاء، يحيى وبسيما وابنيهما، في قرية عين حوض في فلسطين. تفتح الفتحة الرعوية في 40 صفحة صداقة عبر الأديان، وقصة حب (يسقط الأخوان لداليا، التي تتزوج من الابن الأكبر، حسن)، والموت، والغزو الصهيوني للقرية، وسرقة واحدة من حسن و أبناء داليا، والرضيع إسماعيل، على يد جندي إسرائيلي. إنه يعطي الطفل لزوجته، أحد الناجين من المحرقة البولندية. ولأغراض سردية، فإن للطفل، الذي أعيد تسميته ديفيد، ندبة على وجهه «ستقوده في النهاية إلى حقيقته». من هذه البدايات، التي تعد بقصة كاترين كوكسون في الشرق الأوسط، تظهر رواية رائعة.
يعلق عبد الله خان من الهندوس على أن أكثر ما أثار إزعاجه هو صدق صوت المؤلف. على الرغم من أنها من مواليد اللاجئين الفلسطينيين في حرب الأيام الستة عام 1967، لقد حاولت جاهدة ألا تدع مشاعرها الشخصية تملأ النص. يتم تصوير جميع الشخصيات اليهودية الفردية في ضوء متعاطف. في أي مكان في القصة، لم تفقد لمسة الإنسانية. جانب مشرق آخر من كتابات سوزان هو استخدامها الزخرفي للغة في تقليد الكتابة العربية المعاصرة.
يقترح روبن ياسين كساب من صحيفة صنداي تايمز أنه في «الأوقات التي تريد فيها انتقاد أبو الهوى لوضعها المأساة كثيفة للغاية، لكن مادتها الخام هي حقيقة تاريخية ومزيجها من الخيال والوثائقي هو أحد نقاط قوة الكتاب. إن ما ينقذ الصباح في جنين من الجدل هو رفضه التمسك أو الانحناء إلى القبلية. أحد إنجازاته العديدة هو أنه بالنسبة لهذا العمل السياسي بالضرورة، لا تصبح أي شخصية مجرد رمز للمعاناة أو الضحية. على الرغم من أن الرواية كتبت وفقًا للاتفاقيات الأنجلو أمريكية، إلا أنها تعكس النثر الشعري الذي يعد سمة من سمات الكتابة العربية المعاصرة. تنقل أبو الهوى بفاعلية فرحتها المتلألئة فيما تسميه «رقصة» اللغة العربية، وتفكر في مجاملات اللغة المعقدة والذوق الخيالي.

### خلافات
في عام 2007، تم الغاء قراءة حية «لندبة ديفيد» إلى  توقيع الكتاب فقط في متجر بارنز أند نوبل في بايسايد، نيويورك. صرح بارنز ونوبل بأن التغيير تم بسبب «سلامة المؤلف والحاجة الظاهرة لحساسية الجالية اليهودية».